# 新經濟
新經濟（New Economy），意指傳統製造工業經濟的型態，轉變成新的科技經濟型態。新經濟理論尤其盛行於1990年代的美国，亦即互聯網泡沫的時代。新經濟理論認為，由於经济全球化和信息技术進步，可保持低度物價膨脹率和低度失業率，经济可以持續成長。該理論解釋了美國上世紀末經濟空前繁榮的原因，造成對经济前景的過度樂觀和投資，近二十年來，始終不乏其他国家群起效尤、和許多学者的批評論戰。

## 詞源
1983年時代雜誌的一篇報導，標題即為新經濟，探討重工業經濟型態如何轉變成新科技經濟型態。1997年新闻周刊多次引用該篇報導。

## 網際網路泡沫時代

### 無通貨膨脹壓力的經濟成長
從傳統的景氣循環來看，長期的景氣繁榮，會使勞動成本上升，進而使企业將生產成本轉嫁到消费者身上，導致物價上漲，形成或通货膨胀的壓力。
1991年3月開始一直到1997年7月，美國的景氣呈現一片榮景；同期，1995年12月一直到2000年3月，亦正值互聯網泡沫的時代；美國道琼斯工业平均指数突破八千之後，開始有人議論紛紛，此番現象似乎已經超出了現有的經濟理論所能解釋的範圍，1999年道琼斯指数更突破一萬點。在美國這段經濟繁榮的時期，低失業率和物價穩定這兩種悖離條件，居然同時呈現。 

### 景氣循環的波段為何消滅
因此，有人認為美國經濟已發生質變。例如加州大學柏克萊分校的史帝芬·韋伯分析，促成新經濟的因素有六種：全球化生產、金融市場的變遷、僱用型態的改變、美國政府的政策、開發中國家市場的擴大、資訊技術的發展。
新經濟論者的分析脈絡，大致如下：以硅谷為中心的資訊科技產業，帶動美國經濟發展；美國利用信息技术革新，改善企業的庫存管理，促進商業競爭，導致美國經濟結構的質變。舉例來說，美國經濟結構的質變，就是在不引發通貨膨脹之下，美国的潛在經濟成長率由2%上升到3%左右，超越一般景氣循環的波段變化。當時美联储主席艾伦·格林斯潘(Alan Greenspan)在1997年的國會聽證會上發言認為：「這是美国百年難得一見，難以用既有價值觀或標準加以評定的現象。」這段談話更助長新經濟論者的氣燄。

## 新經濟的質疑聲浪
至始，也有不少學者質疑新經濟理論。例如，麻省理工学院的保羅·克魯格曼（Paul Krugman），質疑資訊化提昇生產的論點，認為當時美国的經濟繁榮，主要是因為缺乏強力的國際競爭對手。日本1997年經濟企劃廳所提出的報告認為，美國的生產力成長率，進入1990年代後，反而呈現下滑趨勢。2007年美國經濟開始泡沫化，出現景氣循環的衰退階段，挑戰新經濟理論的建構、和在其他国家的運用。

## 新經濟的影響
2000年的新經濟末期，互聯網泡沫開始破滅，美联储為救回經濟，壓低利率，造成錢滿為患，養出2000年代中期的次貸榮景，和隨之而來的2007年次貸危機，波及全球經濟，全球各經濟大國連忙合作紓困，例如召集各種領袖高峰會、策動國際貨幣基金組織、全力金援破產邊緣的銀行、向消費者大發消費卷。2010年中，逐漸出現「無感經濟復甦」，即高失業率、高通货膨胀、低或中度的經濟成長三者同現，勞工和資本家感受到的經濟氣溫迥異，貧富差距擴大；跨國投資人再度炒作經濟泡沫，例如一片看好網路科技和社交媒体（social media）的錢景，迄2011年夏天為止，恍若重現十年前的互聯網泡沫。許多學者援引上一次經濟泡沫造成的破產、紓困與失業為例，強調應該趁這些泡沫尚未成氣候前就先戳破，以免一發不可收拾。
不過也有人對這「泡沫恐懼症」不以為意，至少美联储前主席本·伯南克如此。在經濟展現強勁復甦力道以前，美联储仍將全力投入壓低利率。美联储副主席珍妮特·耶倫在2011年4月11日的演說中，絲毫未提及有關經濟泡沫的議題，否認商品價格飛漲是美联储政策惹的禍，認為油價與食品價格暴漲，主要是「全球需求升高與全球供應破裂」造成的後果。
西班牙 Pompeu Fabra 大學的范圖拉與馬丁等一脈經濟學者甚至說，既要謀求大幅成長，我們就得付出「泡沫」的代價。認為價格大幅上揚反映的樂觀，有助於美夢成真，漲價促成更多就業與投资，更多就業與投资推動成長，因而進一步推高價格，於是形成周而復始的良性循環，不過，泡沫終究要破裂，攪得天下大亂。但他們認為，盛極而衰的泡沫經濟縱有許多缺失，也比規範重重、永遠沒有起色的經濟好一些。